# Kranevo, Dobrici
Kranevo (în trecut, Ecrina sau Ecrene, în bulgară Кранево, greacă Γεράνιας, turcă Ekrene) este un sat în comuna Balcik, regiunea Dobrici, Dobrogea de Sud, Bulgaria. Între 1913 și 1940 a făcut parte din Regatul României, anume din județul Caliacra, fiind atunci populat de greci, turci, bulgari, găgăuzi și aromâni. Astăzi este populat de bulgari și turci. La trei kilometri la sud de sat se găsește farul de la capul Ecrina, care a fost cel mai sudic teritoriu românesc până în 1940. La patru kilometri la nord de sat se găsesc plaja și localitatea turistică Albena. Vasile Stroescu în lucrarea Dobrogea nouă pe căile străbunilor nota: Satul Ecrene este o stațiune climaterică încă din timpurile cele mai vechi. Nicăieri pe țărmul mării, nu se afla vreo plajă mai prielnică băilor ca în această localitate. Se zice că în timpurile săpânirii dacilor, regele Buerebista își avea aici reședința de vară.
În Antarctida, pe insula Tower Island din arhipelagul Palmer, există un cap numit Kranevo de un geograf bulgar.

## Demografie
Componența etnică a satului Kranevo
     Turci (2,03%)
     Nicio identificare (16,24%)
     Bulgari (81,72%)
     Romi (0%)
La recensământul din 2011, populația satului Kranevo era de 1.034 locuitori. Din punct de vedere etnic, majoritatea locuitorilor (81,72%) erau bulgari, cu o minoritate de turci (2,03%). Pentru 16,24% din locuitori nu este cunoscută apartenența etnică.